# Vicente Castelló
Pour les articles homonymes, voir Castelló.
Vicente Castelló (Valence, 1815 - 1872) est un graveur espagnol.

## Biographie
Né à Valence (Espagne) le 5 mars 1815 est le fils de Vicente Castelló y Amat et le frère d'Antonio Castelló, tous les deux peintres. Il est formé par son père et étudie à l'Académie royale des beaux-arts de San Carlos, dans sa ville natale.
Il s'installe à Madrid en 1834, où il étudie à l'Académie royale des beaux-arts de San Fernando avec des maîtres tels que Vicente López y Portaña pour le dessin et Manuel Esquivel de Sotomayor (es) pour la gravure. Cette même année, il est pensionné par le « commissaire de croisade » Mariano Liñán, puis lorsque ce dernier meurt, par le duc d'Osuna. En 1836, à l'invitation de Ramón de Mesonero Romanos, éditeur du Semanario Pintoresco Español, Castelló fonde une école de gravure en relief dans son propre domicile.
En 1847, il part à Paris étudier l'avant-garde de la gravure sur bois sous la direction de Porret. Il rentre en Espagne l'année suivante et est nommé directeur facultatif de la Chalcographie royale, où il met en place l'estampage au chrome, avec couleurs et or. Les premières œuvres à utiliser ce procédé sont Monumentos arquitectónicos de España, les plans et cartes de la Memoria geológico-minera del reino de Murcia de l'ingénieur Federico de Botella y de Hornos (es) et l’Historia de la villa y corte de Madrid de José Amador de los Ríos.
Il est membre du Liceo Artístico y Literario de Madrid et participe à plusieurs expositions de l'Académie royale des beaux-arts de San Fernando. Vicente Castelló est Académicien émérite depuis 1849 pour sa gravure en relief, membre honoraire de l'Académie royale des beaux-arts de San Carlos de Valence, membre de la Société royale économique madrilène des Amis du Pays (es) et de l'Athénée de Madrid, et est membre correspondant de la Société économique valencienne des Amis du Pays.
Vicente Castelló serait mort en 1872.

## Œuvre
Plusieurs de ses gravures ont été publiées dans des journaux ou revues tels que El Panorama, Semanario Pintoresco Español, La Ilustración, Museo de las Familias, Álbum Pintoresco Nacional, La Risa (es) et El Siglo Pintoresco (es), dont il devient directeur, éditeur et graveur. Il illustre aussi les ouvrages Galería régia, Obras de Fray Gerundio, Obras de Quevedo (grande édition de cinq tomes et une plus petite de quatre, dont il a été éditeur et directeur), le poème Delirium de José Heriberto García de Quevedo (es), La Vie de Lazarillo de Tormes, Histoire de Gil Blas de Santillane, Los misterios de París et d'autres œuvres publiées dans la Semana Pintoresca.